# TSV 1866 Weinsberg
Der Turn- und Sportverein 1866 e. V. Weinsberg, kurz TSV Weinsberg, ist ein Mehrspartensportverein aus Weinsberg im Landkreis Heilbronn in Baden-Württemberg.

## Geschichte
Der 1866 gegründete TSV Weinsberg bietet neben Handball auch die Sportarten Leichtathletik, Fußball, Tischtennis, Karate, Kegeln, Radsport, Reiten, Sportgymnastik und Turnen an.

## Handball
Die Handballabteilung des TSV Weinsberg nimmt mit drei Männermannschaften, einem Frauenteam und elf Nachwuchsmannschaften am Spielbetrieb des Baden-Württembergischen Handballverbandes (BWHV) teil. Die größten Erfolge der Abteilung waren die Württembergische Meisterschaft, der Aufstieg in die viertklassige Oberliga Baden Württemberg und das Erreichen der 3. Hauptrunde im DHB-Pokal. In der Saison 2024/25 gehörte der TSV-W zu den Gründungsmitgliedern der Regionalliga Baden-Württemberg. Das Frauenteam spielt in der Saison 2025/26 in der Bezirksoberliga.

### Erfolge
| - DHB-Pokal 3. Hauptrunde 2012/13 - Regionalliga Baden-Württemberg 2024/25 - Oberliga-BW Aufstieg (4. Liga) 2016/17 - Württemberg-Meister 2015/16 |

### Spielerpersönlichkeiten
| - Leon Pabst - Yannick Hölzl - Mark Leinhos - Thorsten Salzer - Benjamin Matschke - Herbert Hönnige Nationalspieler - Heike Murrweiss Nationalspielerin - Thomas König (Handballtrainer) |